# Ceriana euprosopa
Ceriana euprosopa är en tvåvingeart som först beskrevs av Friedrich Hermann Loew 1869.  Ceriana euprosopa ingår i släktet griffelblomflugor, och familjen blomflugor.
Artens utbredningsområde är Turkiet. Inga underarter finns listade i Catalogue of Life.